# Мальцев В'ячеслав В'ячеславович
Мальцев В'ячеслав В'ячеславович (нар. 7 червня 1964, м. Саратов, Російська РФСР) — російський опозиційний політик, журналіст і громадський діяч. Ведучий програми «Артпідготовка» (з 2013 року).
Колишній Голова Саратовського регіонального відділення партія Велика Росія, депутат та заступник голови Саратовської обласної думи РФ. (1994–2007).Член партії Єдина Росія (до 2003 року).
Президент Саратовської регіональної громадської організації «Екологічна організація „Майбутнє“» та Фонду ім. Фрітьофа Нансена. За свої погляди Мальцев систематично піддається гонінням в Росії з боку режиму Володимира Путіна.
Російський націоналіст, який на передодні початку російсько-української війни, публічно закликав до окупації Криму та південно-східної України. Зазначавши що РФ мусить збирати землі російські, і що він не визнає суверенітет та територіальну цілісність України. Також він стверджував що Київ також треба забирати, й що Київ ніколи не належав Україні, і те що Київ російське місто.
Лідер визнаної російським судом екстремістської організації, та внесений РФ до списку екстремістів та терористів. 9 вересня 2021 року ФСБ внесла організацію «артпідготовка» до переліку терористичних організацій.

## Біографія
Після закінчення в 1981 році середньої школи № 8 Саратова працював статистиком у Кіровському райкомі ВЛКСМ і вчився на вечірньому відділенні Саратовського юридичного інституту ім. Д. І. Курського, який закінчив у 1987 році.
З 1982 року по 1985 рік проходив службу в прикордонних військах СРСР.
Після служби в армії продовжив навчання на денному відділенні Саратовського юридичного інституту. У 1987 році закінчив його за спеціальністю «Правознавство» з присвоєнням кваліфікації «Юрист».
З 1987 року по 1989 рік працював дільничним інспектором Заводського РВВС у Саратові, а з 1989 року по 1996 рік — генеральним директором Саратовського розшукового бюро «Алегро» (ССБ «Алегро»).

## Політична кар'єра
У травні 1994 року був обраний депутатом Саратовської обласної Думи Першого скликання і до квітня 1996 року був головою Комітету з законності, боротьби зі злочинністю, безпеки та захисту прав особистості, у квітні 1996 року був заступником голови Саратовської обласної думи, у серпні 1997 року — депутатом Саратовської обласної Думи другого скликання.
Був членом комітету з бюджетно-фінансової політики, податків і використання власності області, а також членом комітету з питань законності, роботи з територіями та громадськими організаціями, працюючи одночасно директором ЗАТ ССБ «Алегро», а згодом — ЗАТ «Варяг ССБ-ВМ».
З листопада 1999 по квітень 2002 року працював в комітеті з питань законності, роботи з територіями та громадськими організаціями на постійній основі. У квітні 2002 року був обраний секретарем Саратовської обласної думи і працював на даній посаді до закінчення терміну повноважень депутатів Саратовської обласної думи другого скликання. У 2001 році Мальцев разом ще з 30 політиками був серед батьків-засновників партії Єдина Росія, проте, після зміни партійної лінії у 2003 році, вийшов з неї.
У вересні 2002 року Мальцев В. В. обраний депутатом Саратовської обласної думи третього скликання, а на першому її засіданні — секретарем обласної думи, на посаді якого працював до грудня 2003 року. З квітня 2005 року — заступник голови обласної Думи.
З листопада 2003 року по березень 2005 року Мальцев — Голова «Комітету по боротьбі з Аяцковим». З 2004 року по теперішній час — лідер «Народного фронту Саратовської області».
З 2006 року — президент Саратовської регіональної громадської організації «Екологічна організація „Майбутнє“».
З 2006 року — президент Фонду імені Фрітьофа Нансена. З листопада 2006 року по теперішній час — Голова регіонального відділення Конгресу Російських Громад (в якому перебуває з 1995 року).
З травня 2007 року по теперішній час — Голова регіонального відділення партії «Велика Росія».

## Погляди. Журналістська та громадська діяльність
Наприкінці 2013 року заснував опозиційний канал «Артподготовка» на Youtube, де веде зі своїми колегами програму «Плохие новости». Виступає за повалення тоталітарного режиму в РФ. Неодноразово виступав проти політики президента РФ Путіна, зокрема, проти збройної анексії Криму, агресії Росії на Донбасі, знищення європейських продуктових виробів, здачі далекосхідних земель у багаторічну оренду КНР тощо.
Світогляд В'ячеслава Мальцева є складною сумішшю націоналістичних, анархічних і комуністичних поглядів.
Водночас, у YouTube з'явився схожий на справжній запис попередніх часів, на якому у 2013—2014 роках Мальцев пропонує анексувати Крим, виступає проти територіальної цілісності України, називає Київ російським містом. Наразі відео у повному первинному вигляді є недоступним для перегляду. Проте, довго залишалося відкритим питання щодо правдивості запису та (або) чому так кардинально змінилися погляди Мальцева щодо України після анексії Криму Путіним та початку збройної агресії Росії проти України.
Пізніше Мальцев пояснював зміст і причини суперечливості своїх поглядів тих часів щодо Криму та війни Росії проти України. Зміну поглядів щодо окупації Криму Росією, він зокрема пояснив тим, що його батько був репресований у часи у Хрущова у зв'язку з незгодою про перехід Криму до УРСР. Підтвердив, що визнає Крим українським, заперечує той спосіб захоплення його, у який відбувалася анексія, та агресію РФ на Донбасі і дії проросійських бойовиків. Він також висловився за повну демілітаризацію Криму після приходу до влади та початок перемовин з Україною щодо статусу Криму. Натомість він не каже про негайне повернення Криму Україні.
Судячи з його висловлювань випливає, що майбутнє Криму він бачить як кондомінімум під спільним управлінням двох держав з можливим приєднанням до однієї з країн у результаті вільного волевиявлення населення Криму без тиску військових, зокрема урахування думки кримських татар. Погляди Мальцева на те, чи мають право голосувати вимушені переселенці з Криму та пришле населення, що не мали українського громадянства на час анексії залишаються невідомими. Також суперечливими є погляди Мальцева у тому, що він припускає можливість використання окремих «прозрілих» бойовиків у майбутньому для повалення путінського режиму під час революції у РФ.
Також Мальцев неодноразово підтримував самовизначення республік Кавказу, кажучи «що Кавказ має бути вільним від Росії, а Росії від Кавказу», за необхідність введення візового режиму з центральноазійськими республіками та всеохопне співробітництво з Україною та Білоруссю. Достатньо неоднозначними є окремі висловлювання Мальцева щодо сексуальних та окремих національних меншин. Головною тезою Мальцева є думка про пряме народовладдя та вирішення більшості питань на віче та референдумах.

## Мальцев про загарбання українських земель
За інформацією журналіста Дениса Казанського у лютому 2014-го року, напередодні російсько-української війни, Мальцев висловлював вкрай антиукраїнські погляди та робив пропозиції щодо загарбницьких дій в Україні на користь РФ:
Завдяки цим довоєнним заявам Мальцев став фігурантом бази даних центру „Миротворець“ як особа, що становить загрозу національній безпеці України і міжнародному правопорядку.

## Відновлення політичної діяльності
Мальцев взяв участь у праймеріз опозиційної російської партії „ПАРНАС“ (рос. «Партия народной свободы „За Россию без произвола и коррупции“»). Він лідирував до останнього моменту, перемагаючи Михайла Касьянова. Але за нез'ясованих обставин результати голосування було скасовано: офіційною причиною називається витік даних про лідерство Мальцева у результаті викрадення даних. За попередніми даними Мальцев лідирував з результатом 72,5 %.
Прихильники Мальцева вважають причиною зміни результатів те, що впливові політики не очікували перемоги регіонального саратівського блогера. Таку саму думку висловили і Олексій Навальний та Ілля Яшин, що раніше зняли свої кандидатури з праймеріз через незгоду з баченням Михайла Касьянова на подальший розвиток партії та РФ в цілому.
Заступник голови партії і голова ЦВК праймеріз Костянтин Мерзликін розповів в інтерв'ю "Незалежній газеті», що не бачить підстав інтерпретувати результат Мальцева «у дусі МММ». Він відзначив добре проведену інтернет-кампанію на підтримку праймеріз, назвавши Мальцева давно популярним у Саратові послідовно популістським політиком, що певною мірою розділяє націоналістичну ідеологію. Та порівняв його з типом політика на кшталт Дональда Трампа або Олексія Навального..
На закиди російського «Антимайдану» Мальцев заявив 30 травня в ефірі власної програми, що не є антисемітом і точно не є фашистом. Та роз'яснив різницю між фашистською та властивою йому націоналістичною ідеологіями.
На з'їзді партії «ПАРНАС» було прийнято рішення щодо врахування попередніх результатів праймеріз. Кандидатура Мальцева була підтримана більшістю, зокрема Касьяновим та Мерзлікіним, проте значна частина делегатів від Москви та Санкт-Петербургу, близьких до Яшина та Ходорковського висловилася проти. Мальцев посів у списку 2-е місце слідом за Касьяновим. В ефірі російської радіостанції «Ехо Москви» у програмі «Ганапольське» було проведене опитування, за результатами якого слухачі та глядачі висловилася таким чином: 40 % віддадуть свій голос на виборах до Держдуми за «ПАРНАС», враховуючи те, що під другим номером у ньому йде В'ячеслав Мальцев, проти якого певною мірою висловився ведучий Матвій Ганапольський.

## Переслідування каналу «Артподготовка»
Після ефіру 27 січня за підозрою розповсюдженні екстремістської інформації було затримано співведучого В'ячеслава Мальцева на каналі «Артподготовка» Леоніда Володимировича Гришина відомого під псевдонімом Сергій Окунєв. Протягом трьох годин до нього не допускався адвокат.. Незабаром після масових звернень громадян, він був відпущений. Вдруге колегу В'ячеслава Мальцева було затримано в ході масових протестів у Саратові 26 березня 2016 року і також відпущено. Спроба затримати самого В'ячеслава Мальцева під час аналогічних масових протестів у Москві не вдалося через натиск учасників протестів. Наступна спроба була також невдалою: Мальцеву вдалося втекти від переслідування.
13 квітня колега Мальцева Андрій Немчинов повідомив, що о 6-й ранку було В'ячеслава Мальцева затримано з численними порушеннями у результаті вторгнення до його квартири у Саратові загону спецпризначенців. Басманний суд міста Москви заявив, що обшук пройшов в рамках слідчих дій з-приводу кримінальної справи по нападу невідомих осіб на представника влади під час антикорупційного мітингу 26 березня, в якому політик брав участь. Проте, зі  своєї сторони Мальцев заявив, що реальна причина його затримання була пов'язана з політичною діяльністю і підготовкою до революції 05.11.2017 року.
В аеропорту, з якого його повинні були відправити у Москву, у Вячеслава погіршився загальній стан і, за відомостями опозиціонера Леоніда Волкова, був діагностований серцевий напад. Через це у літак його доставили на ношах, але до кінця дня все одно доправили до ОВС «Лужники», про що він повідомив телефоном дружині особисто.. Судове засідання відбулося в тверському суді 14 квітня 2017 року. Суд звинуватив Мальцева в адміністративному правопорушенні: непокорі співробітникам поліції на антикорупційному мітингу 26 березня в Москві і постановив арештувати його на 15 діб.
Представляти інтереси В'ячеслава Мальцева в суді погодився адвокат Ігор Еліфханов. Про це захисник розповів у телефонній розмові з кореспондентом ІА «Вільні новини». За словами адвоката, на момент розмови у нього не було точної інформації про стан здоров'я опозиційного політика, так як його не допускали до підзахисного.
Також було затримано низку соратників опозиціонера. У Саратові в черговий раз було затримано Сергія Окунєва, у Москві затримано Івана Белецького и Юрія Горського, в Уссурійську затриманий Олексій Граматиков, у селищі Лохіне, звідки велося віщання каналу «Артподготовка» у 2016—2017 роках, були затримані колеги Мальцева — Костянтин Зеленін та Володимир Кузнецов.
Інший відомий опозиціонер Олексій Навальний назвав затримання Мальцева актом залякування. Слідчий комітет Росії порушив кримінальну справу за трьома статтями Кримінального кодексу Росії: стаття 213 «хуліганство», стаття 317 «посягання на життя працівника правоохоронного органу» і стаття 318 «застосування насильства відносно представника влади».
Рішенням суду Мальцева було засуджено до 15-ти діб адмінарешту. Після вичерпання терміну Мальцева було звільнено
Другий арешт відбувся 12 червня, коли Вячеслава затримали в центрі Москви, а  наступного дня відправили під арешт на 10 діб за непокору працівникам поліції.

## Так звана революція «5.11.2017» та втеча за кордон, подальша діяльність
2012 року створив канал «Артпідготовка» на YouTube, де з 2013 року заявляв, що революція в Росії пройде 5 листопада 2017 року; за поясненням самого Мальцева, це «крайній термін, коли все дозріє». Мальцев збирав пожертви для революції, обіцявши повернути всі кошти після перемоги.
За задумом Мальцева, 5 листопада 2017 року його прихильники в різних містах Росії повинні були вийти в центр свого населеного пункту і «не йти, поки Путін і його банда не піде у відставку». У тому числі активісти повинні «жорстко» протистояти спробам затримок з боку поліції, акцію він позиціонував як «всенародний референдум», який мав стати початком «Народної революції 2017 року».
4 липня 2017 року стало відомо, що Мальцев покинув територію Росію. Окремі його прихильники вийшли 5.11.17 на протести в різних містах РФ, за що були затримані. Окремі з них були притягнені до кримінальної відповідальності за звинуваченням у тероризмі.
Мальцев визнав що він заздалегідь знав, що критичної маси громадян не вийде, але не скасував заклик виходити на революцію.
За свідченням колишніх соратників Мальцева, він у еміграції продовжує збирати пожертви на «організаційну діяльність».